# Salvatore Iacolino
Salvatore Iacolino (ur. 18 listopada 1963 w Favarze) – włoski polityk, prawnik i menedżer, poseł do Parlamentu Europejskiego VII kadencji.

## Życiorys
Ukończył studia prawnicze na Uniwersytecie w Palermo. Od 1992 zaczął pracę w jednostkach służby zdrowia w Agrigento na stanowisku menedżera. Od 2005 był dyrektorem generalnym jednej z agencji zdrowotnych. Wykładał też w Szkole Zawodowej Pielęgniarstwa. Pełnił też funkcję doradcy regionalnego resortu zdrowia.
W wyborach w 2009 z listy Ludu Wolności uzyskał mandat posła do Parlamentu Europejskiego VII kadencji. Został członkiem grupy Europejskiej Partii Ludowej oraz wiceprzewodniczącym Komisji Wolności Obywatelskich, Sprawiedliwości i Spraw Wewnętrznych. Został też członkiem partii Grande Sud, a następnie reaktywowanej w 2013 partii Forza Italia.